# إن-ان-أوت برجر
اين-ان-اوت برجر (بالإنجليزية: In-N-Out Burger) هي سلسلة مطاعم وجبات سريعة أمريكية مع فروع عديدة في كاليفورنيا وجنوب غرب الولايات المتحدة بشكل رئيسي. تأسست في بالدوين بارك، كاليفورنيا عام 1948 من قبل هاري وإستر سنايدر. يقع المقر الرئيسي للسلسلة حاليًا في إيرفين بكاليفورنيا وقد توسعت خارج جنوب كاليفورنيا إلى بقية كاليفورنيا، وكذلك في أريزونا ونيفادا ويوتا وتكساس وأوريجون وكولورادو، وتخطط للتوسع في ولاية أيداهو. المالك الحالي للشركة هي لينسي سنايدر، الحفيد الوحيد لعائلة سنايدر.
مع توسع السلسلة، فتحت العديد من مراكز التوزيع بالإضافة إلى موقع بالدوين بارك الأصلي. المرافق الجديدة، الواقعة في لاثروب، كاليفورنيا؛ فينيكس، أريزونا؛ درابر، يوتا؛ دالاس، تكساس؛ وستوفر كولورادو سبرينغز بولاية كولورادو إمكانية التوسع المستقبلي المحتمل في أجزاء أخرى من البلاد.
اختارت إن-ان-أوت برجر عدم منح الامتياز لعملياتها أو طرحها للجمهور ؛ أحد الأسباب هو احتمال تعرض جودة الطعام أو تناسق العملاء للخطر بسبب نمو الأعمال السريع بشكل مفرط. طورت السلسلة قاعدة عملاء عالية الولاء وتم تصنيفها كواحدة من أفضل مطاعم الوجبات السريعة في العديد من استطلاعات رضا العملاء.

## تاريخ

### الجيل الأول
تم افتتاح أول موقع في ضاحية بالدوين بارك في لوس أنجلوس في عام 1948 من قبل عائلة سنايدر كان المطعم هو أول مكان لبيع الهمبرغر في كاليفورنيا، مما يسمح للسائقين بتقديم الطلبات عبر نظام مكبر صوت ثنائي الاتجاه.
كان فرع السلسلة الثاني في زاوية طريق آزوسا كانيون روود وطريق سان برناردينو، والثالث في باسادينا والرابع غرب تقاطع غراند أفينو وآرو هاي واي في كوفينا، كاليفورنيا، في أواخر الخمسينيات من القرن الماضي. ظلت الشركة سلسلة صغيرة نسبيًا في جنوب كاليفورنيا حتى السبعينيات. أدارت عائلة سنايدر أولى مطاعمهم عن كثب لضمان الحفاظ على الجودة. كانت السلسلة تضم 18 مطعمًا عندما توفي هاري سنايدر عام 1976 عن عمر 63 عامًا.

### الجيل الثاني
في عام 1976، أصبح ريتش سنايدر البالغ من العمر 24 عامًا رئيسًا للشركة بعد وفاة والده. بدأ ريتش مع شقيقه جاي العمل في منزل والده في سن مبكرة. على مدار العشرين عامًا التالية، شهدت السلسلة فترة من النمو السريع تحت قيادة ريتش، وتوسعت إلى 93 مطعمًا.
في يونيو 1988، افتتح إن-ان-أوت برجر موقعه الخمسين الذي كان يقع في ثاوذند بالمز، كاليفورنيا.
تم افتتاح أول موقع خارج منطقة لوس أنجلوس الكبرى في مقاطعة سان دييغو في عام 1990، وهو الموقع رقم 57 في السلسلة. في عام 1992، افتتحت السلسلة أول مطعم لها خارج جنوب كاليفورنيا في لاس فيجاس، نيفادا. تم افتتاح أول موقع لها في شمال كاليفورنيا في العام التالي في موديستو. ثم امتد التوسع إلى شمال كاليفورنيا، بما في ذلك منطقة خليج سان فرانسيسكو، بينما تمت إضافة مطاعم إضافية في منطقة لاس فيجاس. ومع ذلك، بعد افتتاح المتجر رقم 93 في فريسنو، كاليفورنيا، في 15 ديسمبر 1993، توفي ريتش سنايدر وأربعة ركاب آخرين في حادث تحطم طائرة عند اقترابهم من مطار جون واين في مقاطعة أورانج، كاليفورنيا. كانت الطائرة المستأجرة التي كانوا على متنها تتبع طائرة بوينج 757 للهبوط، ووقعت في أعقاب الاضطرابات التي أعقبت ذلك، وتحطمت. أدى التحقيق الذي أعقب ذلك في الحادث إلى مطالبة إدارة الطيران الفيدرالية بمسافة كافية بين الطائرات الثقيلة والطائرات الخفيفة التالية للسماح بتقليل اضطراب الاستيقاظ.
بعد وفاة ريتش سنايدر في عام 1993، تولى جاي سنايدر الرئاسة واستمر في التوسع الهائل للشركة حتى وفاته من جرعة زائدة من المسكنات في عام 1999. تحت قيادته، تم افتتاح الموقع رقم 100 لإن-ان-أوت برجر في جيلروي، كاليفورنيا في 10 نوفمبر 1994. كان رئيسًا لمدة ست سنوات، وقام بتوسيع السلسلة من 93 إلى 140 موقعًا.

### القرن ال 21
افتتحت الشركة مواقع في ولاية أريزونا في عام 2000 وأضافت مطاعم جديدة في رينو وسباركس وكارسون سيتي، نيفادا في أواخر عام 2004. حققت سلسلة إن-ان-أوت برجر نجاحًا كبيرًا في هذه المواقع الجديدة. في أواخر ديسمبر 2005، تم افتتاح موقع إن-ان-أوت برجر رقم 200 في تيميكولا، كاليفورنيا. في عام 2007، افتتحت أول مطعم لها في توكسون، أريزونا. حطم افتتاح المتجر الأرقام القياسية للشركة بالنسبة لمعظم البرغر المباع في يوم واحد والأكثر مبيعًا في أسبوع واحد.
في عام 2008، توسعت إن-ان-أوت برجر إلى ولاية رابعة من خلال فتح موقع في واشنطن، يوتا، إحدى ضواحي سانت جورج. بحلول أواخر عام 2009، توسعت السلسلة إلى شمال ولاية يوتا مع ثلاثة مواقع جديدة تقع في درابر،  أمريكان فورك، وأوريم. تم افتتاح المزيد من المواقع في ربيع عام 2010 في ويست فالي سيتي،  ويست جوردان، سنترفيل، وريفرتون.
في مايو 2010، أعلنت السلسلة عن خطط لفتح مواقع جديدة في تكساس، وتحديداً داخل منطقة دالاس فورت وورث مع افتتاح أول موقع في فريسكو وألين في 11 مايو 2011. افتتحت السلسلة موقعها الأول في أوستن في ديسمبر 2013. يوجد 18 مطعمًا في منطقة دالاس - فورت وورث، وأربعة في منطقة أوستن. تطلبت هذه المواقع الجديدة في تكساس من الشركة بناء منشأة جديدة لإنتاج الفطائر ومركز توزيع في الولاية، وفقًا لنائب رئيس الشركة كارل فان فليت. في مارس 2014، أكدت الشركة موقعها الأول في سان أنطونيو. شهد خريف عام 2014 افتتاح المطعم لموقعه الثاني والعشرين في مدينة كيلين. في 20 نوفمبر 2014، افتتح المطعم أول موقع له في سان أنطونيو تلاه موقعه الأول في واكو في نوفمبر 2015. في يناير 2017، أعلنت السلسلة عن خطط للتوسع في هيوستن مع مواقع متعددة مخطط لها في المنطقة، أولها في ستافورد.
في يناير 2015، افتتحت السلسلة المطعم رقم 300 في أنهايم، كاليفورنيا. في وقت الافتتاح، حققت الشركة 558 مليون دولار من المبيعات السنوية ووظفت ما يقرب من 18,000 شخص في كاليفورنيا ونيفادا ويوتا وتكساس وأريزونا.
افتتحت الشركة أول موقع لها في ولاية أوريغون في 9 سبتمبر 2015 (في نفس يوم عيد ميلاد المؤسس هاري سنايدر) في ميدفورد. يتم توفيره من مركز التوزيع في لاثروب، كاليفورنيا والذي تم الانتهاء منه في عام 2006. صرحت الرئيسة لينسي سنايدر خلال الافتتاح أنهم سيستمرون في فتح أماكن جديدة. كان موقع ولاية أوريغون الثاني قيد الإنشاء في غرانتس باس خلال سبتمبر 2017. في 21 أغسطس 2018، أعلنت السلسلة عن خطط لفتح موقع في ويلاميت في كيزر. سيكون هذا هو موقع الشركة في أقصى الشمال.
في 30 نوفمبر 2017، أعلنت الشركة عن خطط لبناء منشأة إنتاج ومركز توزيع في كولورادو سبرينغز، قبل التوسع في كولورادو، والذي من المقرر الانتهاء منه في عام 2021. تم افتتاح أول مواقع كولورادو في كولورادو سبرينغز وأورورا في 20 نوفمبر 2020. في 17 ديسمبر 2020، تم اعتبار موقعي كولورادو مواقع تفشي المرض حيث أثبت 80 موظفًا إصابتهم بفيروس كورونا.
في عام 2018، تبرعت إن-ان-أوت برجر بمبلغ 25,000 دولار للحزب الجمهوري في كاليفورنيا. في عام 2021، تبرعت الشركة بمبلغ 40 ألف دولار للحزب الجمهوري في كاليفورنيا. تبرع الرئيس التنفيذي لشركة إن-ان-أوت برجر، مارك تايلور، وزوجته تريسي، لحملات دونالد ترامب الرئاسية.
في 24 نوفمبر 2020، أعلنت السلسلة بهدوء أنها كانت في المراحل الأولى من افتتاح متجر في ولاية أيداهو. اعتبارًا من الآن، لم يتم الإفراج عن أي معلومات جديدة حول موعد افتتاح أول متجر لها، أو في أي مكان في بويسي، المدينة التي ألمحوا إليها، سيخدمون أولاً.
توفيت إستر سنايدر في عام 2006 عن عمر ناهز 86 عامًا وانتقلت الرئاسة إلى مارك تيلور، نائب الرئيس السابق للعمليات. أصبح تايلور خامس رئيس للشركة وأول فرد من خارج العائلة يشغل هذا المنصب، على الرغم من أنه تربطه علاقات بالعائلة. الوريثة الحالية للشركة هي لينسي سنايدر، ابنة جاي وحفيد إستر وهاري سنايدر الوحيد. سنايدر، التي كانت تبلغ من العمر 23 عامًا والمعروفة باسم لينسي مارتينيز عند وفاة جدتها، تمتلك الشركة من خلال ائتمان. سيطرت على 50٪ من الشركة في عام 2012 عندما بلغت الثلاثين من عمرها، والسيطرة الكاملة تقريبًا عند 35 عامًا في مايو 2017.
بعد المشاركة في أدوار مختلفة في الشركة، تولى سنايدر الرئاسة في عام 2010، ليصبح الرئيس السادس للشركة. ومع ذلك، فإن معظم القرارات الرئيسية يتخذها فريق تنفيذي مكون من سبعة أعضاء. لا تنوي سنايدر منح حق الامتياز أو البيع وتخطط لنقل ملكية الشركة إلى أبنائها.

المقاطعات التي تحتوي على فرع واحد على الأقل من اين-ان-اوت (حتى سبتمبر 2015). منذ عام 1992، توسعت اين-ان-اوت خارج كاليفورنيا إلى أريزونا، نيفادا، تكساس، يوتا، واخيراً في أوريغون.

## روابط إضافية
- الموقع الرسمي